# 塞赖普
塞赖普，是匈牙利豪伊杜-比豪尔州所辖的一个村。总面积56.04平方公里，总人口1527，人口密度27.2人/平方公里（2011年1月1日）。